# NGC 7762
NGC 7762 ist ein offener Sternhaufen vom Typ II2p im Sternbild Kepheus am Nordsternhimmel. Er hat einen Grenzradius von ungefähr 15' und eine scheinbare Helligkeit von 10,0 mag. Es handelt sich um einen relativ jungen Haufen mit vielen blauen heißen Sternen.
Das Objekt wurde am 23. November 1788 von William Herschel entdeckt.